# Dora Schindel
Dora Schindel (Munique, 16 de novembro de 1915 – Bonn, 11 de janeiro de 2018) foi uma alemã judia perseguida pelo nazismo que, graças a negociações entre o Vaticano e o governo Varguista, conseguiu se salvar, emigrando para o Brasil em 1941.

## Vida
Dora Schindel cresceu em um lar judeu de classe média. Em 1935, ela obteve seu diploma do ensino médio na escola secundária reformada para meninas. Aquele foi o ano das Leis de Nüremberg. Por causa disso, ela já não pôde se matricular em uma universidade na Alemanha e decidiu fazer uma formação como assistente técnico-química.  Foi também no mesmo ano que Dora conheceu Hermann Mathias Görgen, para quem trabalhou na resistência política contra o nacional-socialismo, iniciando sua migração sucessiva: foi com ele para  Zurique em 1937. Em 1939 os dois foram para Genebra, a partir de onde começaram a se organizar no apoio a intelectuais emigrados. Com o início da Segunda Guerra Mundial, a Suíça reforçou a sua legislação; Agora servia apenas como país de trânsito para emigrantes. Foi então que Görgen e Schindel, articulados ao Professor Friedrich Wilhelm Förster organizaram juntos a emigração para o Brasil de cerca de 50 pessoas. O grupo incluía a estudiosa do romance Susanne Bach, o biólogo Alfred Goldschmidt, o músico Georg Wassermann, o escritor Ulrich Becher, o médico Ludvik Werner e sua mulher Gertraut, enfermeira pela Cruz Vermelha, e o engenheiro e jornalista Walter Kreiser.Apesar da presença de muitos intelectuais e humanistas no grupo, este se apresentava como uma equipe de técnicos que planejava montar uma indústria no Brasil.
Mas havia complicações para a viagem. O acordo do governo brasileiro com o Vaticano previa aceitar católicos ou católicos novos (primeiro, os batizados até 1933; depois, os batizados até 1935) perseguidos pelo III Reich. A grande maioria do grupo já era considerado apátrida e não possuía mais um passaporte válido. Para a viagem, conseguiram negociar, junto ao governo tcheco de Edvard Beneš, no exílio em Londres, passaportes como tchecos e católicos. Conseguiram também obter vistos de trânsito para a França, Espanha e Portugal.
No início de1941, o grupo saiu do porto de Lisboa com destino ao Rio de Janeiro, a grande maioria em um mesmo navio. Se fixaram em Juiz de Fora, fundando a indústria INTEC, que existiu entre 1941 e 1954.  Dora Schindel ficou como gerente comercial da empresa. Durante todo o período de guerra, o grupo esteve na mira do governo e dos vizinhos, e seus membros foram acusados de judeus, de nazistas e de espiões. Internamente, os problemas também se multiplicavam, produzindo dissidências e rupturas.
Após o fim da guerra, Görgen e Schindel permaneceram  no país até a venda da INTEC, em 1954. Em 1955, Schindel recebeu a cidadania brasileira e mudou-se para a Suíça. A partir de 1957 ela voltou a trabalhar para Görgen, que havia se tornado membro do parlamento em Bonn pela CSU Saar. Em 1960 os dois fundaram a Sociedade Teuto-Brasileira. Mesmo quando Görgen se tornou representante especial da Assessoria de Imprensa Federal, Schindel o acompanhou em suas viagens. Em 1986 ela obteve novamente o passaporte alemão. Dora Schindel morreu em Bonn em 2018, aos 102 anos. Seu patrimônio documental está no Arquivo do Exílio Alemão da Biblioteca Nacional Alemã, em Frankfurt.